# ビス(クロロメチル)ケトン
ビス(クロロメチル)ケトン (bis(chloromethyl) ketone) は、極めて危険有害な物質の一つ。この固体はクエン酸の製造に使われる。暴露または接触すると皮膚や目、咽喉、肺、肝臓、腎臓を冒し、頭痛や失神を惹き起こす。